# Allophylus rubifolius
Allophylus rubifolius is een plantensoort uit de zeepboomfamilie (Sapindaceae). Het is een boom of struik die een groeihoogte kan bereiken van 3 tot 5 meter. De soort staat op de Rode Lijst van de IUCN geklasseerd als 'niet bedreigd'.
De soort komt voor van Eritrea tot in Zuid-Afrika en verder op het Arabisch schiereiland.

## Variëteiten
- Allophylus rubifolius var. alnifolius (Baker) Friis & Vollesen (Ethiopië tot in zuidelijk tropisch Afrika)
- Allophylus rubifolius var. dasystachys (Gilg) Verdc. (Kenia tot in Noord-Tanzania)
- Allophylus rubifolius var. rhusiphyllus (Balf.f.) Friis & Vollesen (Noordoost-Somalië en Socotra)
- Allophylus rubifolius var. rubifolius